# SNL 코리아 시즌 8
《SNL 코리아》의 여덟 번째 시즌은 2016년 9월 3일부터 12월 24일까지 tvN에서 방송되었다.

## 크루
- 신동엽
- 탁재훈
- 유세윤
- 정성호
- 김민교
- 김준현
- 정상훈
- 안영미
- 정이랑
- 권혁수
- 이수민
- 김소혜
- 장도윤
- 이명훈
- 이세영 - 남자 아이돌 성추행 논란으로 인해 13회를 끝으로 하차했다.

## 코너

### 콩트
- 닥터 스트레인지 : 정상훈, 장도윤, 이명훈, 정이랑
- SNL 더빙극장 : 권혁수

### 세러데이 나이트 라인
- 메인 뉴스 : 탁재훈, 권혁수, 김준현, 정상훈

## 에피소드
| 전체 번호                                      | 시즌 번호 | 호스트   | 게스트 | 본 방송 날짜     | AGB닐슨 시청률(%) | TNmS 시청률(%) |
| ---------------------------------------------- | --------- | -------- | ------ | ---------------- | ----------------- | -------------- |
| 158                                            | 1         | 민아     | (없음) | 2016년 9월 3일   | 정보 없음         | 추후 공개      |
| 159                                            | 2         | 2PM      | (없음) | 2016년 9월 10일  | 정보 없음         | 추후 공개      |
| 160                                            | 3         | 양세형   | (없음) | 2016년 9월 17일  | 정보 없음         | 추후 공개      |
| 161                                            | 4         | 장현성   | 솔빈   | 2016년 9월 24일  | 정보 없음         | 추후 공개      |
| 162                                            | 5         | 이선빈   | (없음) | 2016년 10월 1일  | 정보 없음         | 추후 공개      |
| 163                                            | 6         | 이미도   | 화요비 | 2016년 10월 8일  | 3.6               | 2.9            |
| 164                                            | 7         | 김민석   | (없음) | 2016년 10월 15일 | 정보 없음         | 추후 공개      |
| 165                                            | 8         | 인피니트 | (없음) | 2016년 10월 22일 | 정보 없음         | 추후 공개      |
| 166                                            | 9         | 트와이스 | (없음) | 2016년 10월 29일 | 3.6               | 4.0            |
| 167                                            | 10        | 솔비     | (없음) | 2016년 11월 5일  | 정보 없음         | 추후 공개      |
| 168                                            | 11        | 황우슬혜 | 민진웅 | 2016년 11월 12일 | 정보 없음         | 추후 공개      |
| 169                                            | 12        | 이시언   | 조현   | 2016년 11월 19일 | 정보 없음         | 추후 공개      |
| 170                                            | 13        | B1A4     | (없음) | 2016년 11월 26일 | 정보 없음         | 추후 공개      |
| 이세영이 성추행 물의를 일으켜 임시 하차하였다. |           |          |        |                  |                   |                |
| 171                                            | 14        | 마마무   | 혜빈   | 2016년 12월 3일  | 정보 없음         | 추후 공개      |
| 172                                            | 15        | 이수근   | 효연   | 2016년 12월 10일 | 정보 없음         | 추후 공개      |
| 173                                            | 16        | 선우선   | (없음) | 2016년 12월 17일 | 정보 없음         | 추후 공개      |
| 174                                            | 17        | 황치열   | 이동우 | 2016년 12월 24일 | 정보 없음         | 추후 공개      |